# ネーデルラント連邦共和国

ネーデルラント連邦共和国
Republiek der Zeven Verenigde Nederlanden

国の標語: 
Eendracht maakt macht（オランダ語）
団結は力なり

Concordia res parvæ crescunt
団結により小さなものも大きくなる
ネーデルラント連邦共和国の位置（1789年）

| ネーデルラントの歴史                                                   | ネーデルラントの歴史                                                             | ネーデルラントの歴史                                                | ネーデルラントの歴史                                                  | ネーデルラントの歴史                                                                        | ネーデルラントの歴史                                                                        | ネーデルラントの歴史                                                                        | ネーデルラントの歴史                                                                        | ネーデルラントの歴史                                                                        |
| ---------------------------------------------------------------------- | -------------------------------------------------------------------------------- | ------------------------------------------------------------------- | --------------------------------------------------------------------- | ------------------------------------------------------------------------------------------- | ------------------------------------------------------------------------------------------- | ------------------------------------------------------------------------------------------- | ------------------------------------------------------------------------------------------- | ------------------------------------------------------------------------------------------- |
| フリーシー族                                                           |                                                                                  |                                                                     | ベルガエ族                                                            | ベルガエ族                                                                                  | ベルガエ族                                                                                  | ベルガエ族                                                                                  | ベルガエ族                                                                                  | ベルガエ族                                                                                  |
|                                                                        | カナネファテス族                                                                 | カマウィ族 トゥバンテス族                                           | カマウィ族 トゥバンテス族                                             | ガリア・ベルギカ （紀元前55年 - 5世紀ごろ） ゲルマニア・インフェリオル （83年 - 5世紀ごろ） | ガリア・ベルギカ （紀元前55年 - 5世紀ごろ） ゲルマニア・インフェリオル （83年 - 5世紀ごろ） | ガリア・ベルギカ （紀元前55年 - 5世紀ごろ） ゲルマニア・インフェリオル （83年 - 5世紀ごろ） | ガリア・ベルギカ （紀元前55年 - 5世紀ごろ） ゲルマニア・インフェリオル （83年 - 5世紀ごろ） | ガリア・ベルギカ （紀元前55年 - 5世紀ごろ） ゲルマニア・インフェリオル （83年 - 5世紀ごろ） |
|                                                                        | カナネファテス族                                                                 | サリ・フランク族                                                    |                                                                       | バタウィ族                                                                                  | バタウィ族                                                                                  |                                                                                             |                                                                                             |                                                                                             |
| 無人 （4世紀 - 5世紀ごろ）                                             | 無人 （4世紀 - 5世紀ごろ）                                                       | ザクセン族                                                          | サリ・フランク族 （4世紀 - 5世紀ごろ）                                | サリ・フランク族 （4世紀 - 5世紀ごろ）                                                      | サリ・フランク族 （4世紀 - 5世紀ごろ）                                                      |                                                                                             |                                                                                             |                                                                                             |
| フリースラント王国 （6世紀ごろ - 734年）                               | フリースラント王国 （6世紀ごろ - 734年）                                         |                                                                     | フランク王国（481年 - 843年） カロリング帝国 （800年 - 843年）        | フランク王国（481年 - 843年） カロリング帝国 （800年 - 843年）                              | フランク王国（481年 - 843年） カロリング帝国 （800年 - 843年）                              | フランク王国（481年 - 843年） カロリング帝国 （800年 - 843年）                              | フランク王国（481年 - 843年） カロリング帝国 （800年 - 843年）                              | フランク王国（481年 - 843年） カロリング帝国 （800年 - 843年）                              |
| フリースラント王国 （6世紀ごろ - 734年）                               | フリースラント王国 （6世紀ごろ - 734年）                                         | アウストラシア（511年 - 687年）                                     |                                                                       |                                                                                             |                                                                                             |                                                                                             |                                                                                             |                                                                                             |
|                                                                        |                                                                                  |                                                                     |                                                                       |                                                                                             |                                                                                             |                                                                                             |                                                                                             |                                                                                             |
|                                                                        |                                                                                  |                                                                     |                                                                       |                                                                                             |                                                                                             |                                                                                             |                                                                                             |                                                                                             |
| 中部フランク王国（843年 - 855年）                                      | 中部フランク王国（843年 - 855年）                                                | 中部フランク王国（843年 - 855年）                                   | 中部フランク王国（843年 - 855年）                                     | 中部フランク王国（843年 - 855年）                                                           | 西フランク王国 （843年 - 987年）                                                            |                                                                                             |                                                                                             |                                                                                             |
| ロタリンギア王国（855年 - 959年） 下ロタリンギア公国（959年 - 1190年） |                                                                                  |                                                                     |                                                                       |                                                                                             | 西フランク王国 （843年 - 987年）                                                            |                                                                                             |                                                                                             |                                                                                             |
| フリースラント                                                         |                                                                                  |                                                                     |                                                                       |                                                                                             |                                                                                             |                                                                                             |                                                                                             |                                                                                             |
| フリースラントの自由 （11世紀 - 16世紀）                               | ホラント伯国 （880年 - 1432年）                                                  | ユトレヒト司教領 （695年 - 1456年）                                 | ブラバント公国 （1183年 - 1430年） ゲルデルン公国 （1046年 - 1543年） | ブラバント公国 （1183年 - 1430年） ゲルデルン公国 （1046年 - 1543年）                       | フランドル伯国 （862年 - 1384年）                                                           | エノー伯国 （1071年 - 1432年） ナミュール伯国 (981年 - 1421年)                              | リエージュ司教領 （980年 - 1794年）                                                         | ルクセンブルク公国 （1059年 - 1443年）                                                      |
|                                                                        | ブルゴーニュ領ネーデルラント（1384年 - 1482年）                                  |                                                                     |                                                                       |                                                                                             |                                                                                             |                                                                                             |                                                                                             |                                                                                             |
|                                                                        | ハプスブルク領ネーデルラント（1482年 - 1795年） （ネーデルラント17州1543年以降） |                                                                     |                                                                       |                                                                                             |                                                                                             |                                                                                             |                                                                                             |                                                                                             |
| ネーデルラント連邦共和国 （1581年 - 1795年）                           | ネーデルラント連邦共和国 （1581年 - 1795年）                                     | ネーデルラント連邦共和国 （1581年 - 1795年）                        | ネーデルラント連邦共和国 （1581年 - 1795年）                          | スペイン領ネーデルラント （1556年 - 1714年）                                                | スペイン領ネーデルラント （1556年 - 1714年）                                                | スペイン領ネーデルラント （1556年 - 1714年）                                                |                                                                                             |                                                                                             |
|                                                                        |                                                                                  |                                                                     |                                                                       | オーストリア領ネーデルラント （1714年 - 1795年）                                            |                                                                                             |                                                                                             |                                                                                             |                                                                                             |
|                                                                        |                                                                                  |                                                                     |                                                                       | ベルギー合衆国 （1790年）                                                                   | ベルギー合衆国 （1790年）                                                                   | ベルギー合衆国 （1790年）                                                                   | リエージュ共和国 （1789年 - 1791年）                                                        |                                                                                             |
|                                                                        |                                                                                  |                                                                     |                                                                       |                                                                                             |                                                                                             |                                                                                             |                                                                                             |                                                                                             |
| バタヴィア共和国（1795年 - 1806年） ホラント王国（1806年 - 1810年）    | バタヴィア共和国（1795年 - 1806年） ホラント王国（1806年 - 1810年）              | バタヴィア共和国（1795年 - 1806年） ホラント王国（1806年 - 1810年） | バタヴィア共和国（1795年 - 1806年） ホラント王国（1806年 - 1810年）   | フランス第一共和政（1795年 - 1804年） フランス第一帝政（1804年 - 1815年）                   | フランス第一共和政（1795年 - 1804年） フランス第一帝政（1804年 - 1815年）                   | フランス第一共和政（1795年 - 1804年） フランス第一帝政（1804年 - 1815年）                   | フランス第一共和政（1795年 - 1804年） フランス第一帝政（1804年 - 1815年）                   | フランス第一共和政（1795年 - 1804年） フランス第一帝政（1804年 - 1815年）                   |
|                                                                        |                                                                                  |                                                                     |                                                                       |                                                                                             |                                                                                             |                                                                                             |                                                                                             |                                                                                             |
| ネーデルラント連合公国（1813年 - 1815年）                              |                                                                                  |                                                                     |                                                                       |                                                                                             |                                                                                             |                                                                                             |                                                                                             |                                                                                             |
| ネーデルラント連合王国（1815年 - 1830年）                              | ネーデルラント連合王国（1815年 - 1830年）                                        | ネーデルラント連合王国（1815年 - 1830年）                           | ネーデルラント連合王国（1815年 - 1830年）                             | ネーデルラント連合王国（1815年 - 1830年）                                                   | ネーデルラント連合王国（1815年 - 1830年）                                                   | ネーデルラント連合王国（1815年 - 1830年）                                                   | ネーデルラント連合王国（1815年 - 1830年）                                                   | ルクセンブルク 大公国 （同君連合、1815年 - ）                                               |
| オランダ王国（1839年 - ）                                              | オランダ王国（1839年 - ）                                                        | オランダ王国（1839年 - ）                                           | オランダ王国（1839年 - ）                                             | ベルギー王国（1830年 - ）                                                                   | ベルギー王国（1830年 - ）                                                                   | ベルギー王国（1830年 - ）                                                                   | ベルギー王国（1830年 - ）                                                                   | ルクセンブルク 大公国 （同君連合、1815年 - ）                                               |
|                                                                        |                                                                                  |                                                                     |                                                                       |                                                                                             |                                                                                             |                                                                                             |                                                                                             | ルクセンブルク大公国 （1890年 - ）                                                          |

ネーデルラント連邦共和国（ネーデルラントれんぽうきょうわこく、オランダ語: Republiek der Zeven Verenigde Nederlanden、英語: Republic of the Seven United Netherlands）は、16世紀から18世紀にかけて現在のオランダおよびベルギー北部（フランデレン地域）に存在した国家である。現在のオランダ王国の原型であり、そのことからオランダ共和国などと呼ばれることもある。
連邦共和国はヘルダーラント州、ホラント州、ゼーラント州、ユトレヒト州、フリースラント州、オーファーアイセル州、フローニンゲン州のネーデルラント北部7州からなり、これにドレンテ準州、国境地帯の連邦直轄領ブラーバント、リンブルフ、フランデレンなどが加わっていた。中でもホラント州が連邦の経費の半分以上を負担し、人口、富、対外関係の面で他の6州より抜きんでていた。そのため、この州の名がそのまま連邦共和国、さらに今日の王国の通称となった。日本語名の「オランダ」もホラントのポルトガル語名に由来する。

## 歴史

### 成立
1579年のユトレヒト同盟が基礎となって成立したが、建国宣言や独立宣言のようなものはなかったので、成立年は明確ではない。1795年にフランス革命軍の侵攻によって崩壊した。
歴史教科書などでは、宗主国スペインのフェリペ2世の統治権を否定した1581年の宣言を独立宣言とするものも多い。ただし、この時点では独立国家の樹立や共和制国家の成立を目指していたわけではないので注意を要する。

### 終焉
1794年9月、フランス軍はオランダへの侵攻を開始し、10月2日にルール川を渡り、1795年1月にはフランスの傀儡国家バタヴィア共和国が宣言される。1795年5月16日、オランダはハーグでフランスと講和条約を結び、500万フローリンの賠償金支払いを約束させられた。

## 国旗
国旗は橙・白・青の横三色旗だったが、1630年代以降は色褪せしやすい等の理由で、現在のオランダの国旗と同じ赤・白・青の配色へと変えられた。なお、オランダからの移民であるアフリカーナーをルーツの一つとする南アフリカ共和国では、1927年から1994年まで国旗の地色に橙・白・青の横三色を用いていた（南アフリカの国旗を参照）。